# Kenyacus ruwenzorii
Kenyacus ruwenzorii (лат.) — вид жужелиц рода Kenyacus из подсемейства Harpalinae. Название происходит от латинского имени места первого обнаружения (горный массив Рувензори), где найдены типовые экземпляры.

## Распространение
Тропическая Африка: Уганда (Western Region, Kasese District, Rwenzori Mts. National Park).

## Описание
Бескрылые жуки мелких размеров, в длину около 6 мм (5,3—6,0 мм), ширина 2,2—2,4 мм. Отличаются по комбинации следующих отличительных признаков: тело от коричневого до черновато-коричневого, спинная поверхность несколько тусклая, темнее брюшной поверхности; основание мандибул, верхняя губа, края переднеспинки и надкрылий, а также швы надкрылий обычно более бледные; щупики, усики и ноги светло-коричневые или коричневато-жёлтые. Ментум без срединного зуба, лигулярный склерит с четырьмя преапикальными щетинками, надглазничная пора расположена далеко от надглазничной борозды, метепистерна короткая. Голова большая, с широкой шеей.

## Таксономия
Вид был впервые описан в 1917 году французским энтомологом Шарлем Аллюо (1861—1949) под названием Tropicoritus ruwenzorii Alluaud, 1917, а его валидный статус был подтверждён в 2019 году в ходе ревизии, проведённой российским энтомологом Борисом Михайловичем Катаевым (Зоологический институт РАН, Санкт-Петербург) по материалам из Африки.